# Багдад (Узбекистан)
Багдад (узб. Bog dod/Боғдод) — селище міського типу в Ферганській області Узбекистану, центр Багдадського району. У селищі розташована залізнична станція Фуркат (на лінії Ахунбабаєва — Коканд). 
Статус селища міського типу з 1979. 

## Населення
| 1989   |
| ------ |
| 10 086 |